# Camboja nos Jogos Olímpicos de Verão de 1964
A Camboja competiu nos Jogos Olímpicos de Verão de 1964 em Tóquio, Japão. O país retornou aos jogos depois de perder os Jogos Olímpicos de Verão de 1960.